# Dukla (loď)
Dukla (loď) byla obchodní loď vyrobená v NDR, loděnici ve Warnemünde. Plavila se pod československou vlajkou v letech 1958 až 1965, byla ovšem vyrobená pro Čínu (která nesměla řadu let námořní plavbu provozovat) a z jejich peněz. Její posádku tvořilo 52 mužů.

## Stavba a parametry lodě

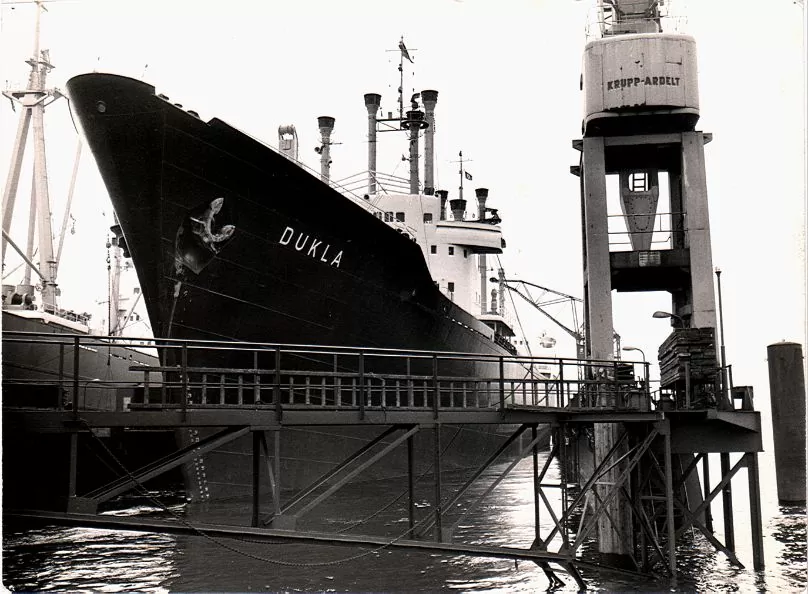
Příď lodě Dukla v suchém doku v Hamburku

Loď byla pro Československo, resp. Čínu postavena ve východoněmeckých loděnicích u Warnemünde na zakázku čínského rejdařství. Byla dlouhá 157,6 metru, hrubá prostornost 6 503 BRT, nosnost 10 070 DWT, ponor až 9 metrů.. Byla poháněná čtyřmi vznětovými motory s výkonem 5 882 kW, které byly se dvěma lodními šrouby spojeny převodovými skříněmi. Dokázala vyvinout cestovní rychlost 16 uzlů. Byla vybavena prostornými a dobře vybavenými kajutami, salonem i důstojnickou jídelnou. Přesto nebyla mezi námořníky příliš oblíbená pro ztíženou manévrovací schopnost, poruchovost i nedostatečnou klimatizaci v tropech. Byla vybavena jako první z našich lodí chladírenskými komorami pro přepravu nákladu.

## Využití a historie
Dukla byla určena pro plavby po Baltském moři a později v oblasti Dálného východu. Protože měla chladírenské prostory, byla vyzkoušena i na přepravu tropického ovoce z Vietnamu, byla však příliš pomalá, ovoce se kazilo.
Prvním čtyřem plavbám velel námořní kapitán Klos z Československa, na zbývajících plavbách byli vesměs kapitáni z Číny.
Byla vyřazena z evidence Československé námořní plavby v roce 1965. Loď spolu s několika dalšími převzala Čínská lidová republika v rámci vyrovnání jejích předchozích investic.